# Thailand Open 2003
Il Thailand Open 2003 è stato un torneo di tennis giocato sul cemento indoor. È stata la 1ª edizione del Thailand Open, che fa parte della categoria International Series nell'ambito dell'ATP Tour 2003. Si è giocato all'Impact Arena di Bangkok in Thailandia, dal 27 al 29 settembre 2003.

## Campioni

### Singolare
Taylor Dent ha battuto in finale  Juan Carlos Ferrero con il punteggio di 6–3, 7–6(5)

### Doppio
Jonathan Erlich /  Andy Ram hanno battuto in finale  Andrew Kratzmann /  Jarkko Nieminen con il punteggio di 6–3, 7–6(4)